# Hanau Hauptbahnhof
Hanau Hauptbahnhof (abreviat Hanau Hbf) este gara principală din orașul Hanau, landul Hessa, Germania.